# Стадион Монументал де Матурин
Стадион Монументал де Матурин (шп. Estadio Monumental de Maturín) је вишенаменски (фудбал, атлетика, рагби) стадион који се налази у Каракасу, Венецуела. Највише се користи за фудбал и највећи је стадион у Венецуели по капацитету, са 52.000 гледалаца. То је било једно од места одржавања Копа Америка 2007. То је уједно и домаћи стадион спортског клуба Монагас.
Налази се у индустријској зони Матурин.

## Историја стадиона
Већина изградње стадиона Монументал де Матурин завршена је до децембра 2006. . Архитекте пројекта били су Фернандо де ла Карера, Алехандро Кавансо и Дијего Сорио ..
Стадион „Монументал де Матурин” отворен је 17. јуна 2007. утакмицом између репрезентација Венецуеле и Мађарске . Недељу дана касније, 24. јуна, на Монументалу се одиграла прва утакмица на клупском нивоу између Монагаса и Заморе. Арена је изграђена за Куп Америке, који је 2007. године по први пут у историји организовала Венецуела. „Монументал“ прима око 52 хиљаде гледалаца, што га чини највећим стадионом по капацитету у земљи .
Три утакмице у оквиру Америчког купа 2007. су се одиграле у Матурину :
| № | Датум        | Репрезентације     | Резултат | Турнир                            | Гледалаца |
| - | ------------ | ------------------ | -------- | --------------------------------- | --------- |
| 1 | 1. јул 2007. | Бразил – Чиле      | 3:0      | Копа Америка 2007. – групна фаза  | 52.000    |
| 2 | 1. јул 2007. | Мексико – Еквадор  | 2:1      | Копа Америка 2007. – групна фаза  | 52.000    |
| 3 | 8. јул 2007. | Мексико – Парагвај | 6:0      | Копа Америка 2007. – четвртфинале | 52.000    |